# Save Cup
La Save Cup è stato un torneo di tennis italiano riservato alle donne che faceva parte dell'ITF Women's Circuit. Si è giocato annualmente dal 2003 al 2013 sui campi in terra rossa del Tennis Club Mestre, a Mestre.
A partire dal 2014 la Save Cup femminile è stata sostituita dalla Venice Challenge Save Cup, torneo professionistico di tennis riservato agli uomini facente parte dell'ATP Challenger Tour che si giocava annualmente sugli stessi campi. La prima edizione del torneo maschile aveva infatti preso il nome XII Venice Challenge Save Cup. 

## Albo d'oro

### Singolare
| Anno                | Campionessa          | Finalista               | Punteggio         |
| ------------------- | -------------------- | ----------------------- | ----------------- |
| 2013                | Claire Feuerstein    | Nastja Kolar            | 6–1, 7–6(2)       |
| 2012                | Karin Knapp          | Estrella Cabeza Candela | 6–1, 3–6, 6–1     |
| 2011                | Mona Barthel         | Garbiñe Muguruza Blanco | 7–5, 6–2          |
| 2010                | Zuzana Ondrášková    | Lucie Hradecká          | 6–3, 6–3          |
| ↑ ITF 50K event ↑   |                      |                         |                   |
| 2009                | Karolina Šprem       | Yvonne Meusburger       | 2–6, 6–2, 6–4     |
| ↑ ITF 50K+H event ↑ |                      |                         |                   |
| 2008                | Ekaterina Ivanova    | Romina Oprandi          | 6–3, 3–0 ritirata |
| 2007                | Rossana de los Ríos  | Alisa Klejbanova        | 6–4, 3–6, 6–1     |
| 2006                | Sanja Ančić          | Sandra Klösel           | 6–1, 6–2          |
| ↑ ITF 50K event ↑   |                      |                         |                   |
| 2005                | Magdaléna Rybáriková | Kira Nagy               | 6–1, 7–5          |
| 2004                | Bahia Mouhtassine    | Michelle Gerards        | 6–1, 6–0          |
| ↑ ITF 25K event ↑   |                      |                         |                   |
| 2003                | Lenka Šnajdrová      | Lucie Hradecká          | 6–3, 1–6, 6–2     |
| ↑ ITF 10K event ↑   |                      |                         |                   |

### Doppio
| Anno                | Campionesse                                        | Finaliste                            | Punteggio            |
| ------------------- | -------------------------------------------------- | ------------------------------------ | -------------------- |
| 2013                | Laura Thorpe Stephanie Vogt                        | Petra Krejsová Tereza Smitková       | 7–6(5), 7–5          |
| 2012                | Mailen Auroux María Irigoyen                       | Réka-Luca Jani Teodora Mirčić        | 5–7, 6–4, [10–8]     |
| 2011                | Valentina Ivachnenko Marina Mel'nikova             | Tímea Babos Magda Linette            | 6–4, 7–5             |
| 2010                | Claudia Giovine Karin Knapp                        | Eva Birnerová Andreja Klepač         | 6(6)–7, 7–5, [13–11] |
| ↑ ITF 50K event ↑   |                                                    |                                      |                      |
| 2009                | Sandra Klemenschits Romina Oprandi                 | Kristina Barrois Yvonne Meusburger   | 6–4, 6–1             |
| ↑ ITF 50K+H event ↑ |                                                    |                                      |                      |
| 2008                | Mervana Jugić-Salkić Aurélie Védy                  | Margalita Chakhnašvili Violette Huck | 6–2, 6–3             |
| 2007                | Alisa Klejbanova Margit Rüütel                     | Mervana Jugić-Salkić Dar'ja Kustova  | 6–2, 7–5             |
| 2006                | Monica Niculescu Renata Voráčová                   | Margalita Chakhnašvili Tatjana Maria | 6–4, 3–6, 6–4        |
| ↑ ITF 50K event ↑   |                                                    |                                      |                      |
| 2005                | Rita Kuti-Kis Kira Nagy                            | Elisa Balsamo Emily Stellato         | 7–5, 6–4             |
| 2004                | Rosa María Andrés Rodríguez Lourdes Domínguez Lino | Katalin Marosi Marina Tavares        | 6–1, 6–2             |
| ↑ ITF 25K event ↑   |                                                    |                                      |                      |
| 2003                | Leanne Baker Francesca Lubiani                     | Monique Adamczak Shelley Stephens    | 6–2, 4–6, 6–2        |
| ↑ ITF 10K event ↑   |                                                    |                                      |                      |